# Saison 2008 des Blue Jays de Toronto
La Saison 2008 des Blue Jays de Toronto est la 32e saison en Ligue majeure pour cette franchise.

## Intersaison
La saison morte du côté des Blue Jays commence très rapidement. Tout d'abord, ils prolongent le contrat du voltigeur canadien Matt Stairs pour une durée de 2 ans au début du mois de novembre. Le 18 novembre, ils font l'acquisition du joueur polyvalent Marco Scutaro des Athletics d'Oakland en retour de deux joueurs des ligues mineures. De plus, plusieurs rumeurs de transactions envoient Alex Ríos aux Giants de San Francisco en retour de Matt Cain ou Tim Lincecum. La transaction sera avortée.
Au mois de décembre, J.P. Ricciardi fait signer un contrat d'une année au vétéran joueur d'arrêt-court David Eckstein. Il partagera son travail avec John McDonald. C'est aussi la fin de l'association entre le lanceur Josh Towers et l'organisation. Celui-ci signera avec les Rockies du Colorado. Au mois de janvier, une transaction importante se produit entre les Cardinals de St. Louis et les Blue Jays impliquant deux vedettes évoluant au troisième coussin. En effet, Troy Glaus se dirige vers St. Louis alors que Scott Rolen s'alignera avec les Blue Jays. Ce n'est pas une surprise pour ce dernier car il avait beaucoup de contraintes avec le gérant des Cardinals, Tony La Russa. De plus, il va rejoindre son ancien coéquipier, David Eckstein.
Toujours au mois de janvier, les Blue Jays font signer plusieurs contrats, dont à Rod Barajas, Shawn Camp et Reed Johnson. Dans la même veine, c'est le retour dans la ville de Toronto pour le vétéran voltigeur Shannon Stewart. Lors du camp d'entraînement, il va soutirer le poste de Johnson comme 4e voltigeur.

## La saison régulière

### Classement
| Ligue américaine (Division Est) | V  | D  | %     | GB   |
| ------------------------------- | -- | -- | ----- | ---- |
| Rays de Tampa Bay               | 97 | 65 | 0.599 | --   |
| Red Sox de Boston               | 95 | 67 | 0.586 | 2.0  |
| Yankees de New York             | 89 | 73 | 0.549 | 8.0  |
| Blue Jays de Toronto            | 86 | 76 | 0.531 | 11.0 |
| Orioles de Baltimore            | 68 | 93 | 0.422 | 28.5 |

### Résultats

#### Septembre
- *Match interrompu par la pluie en 6e manche. Terminé le 24 juillet.

## Statistiques individuelles

### Batteurs
Note: J = matches joués, AB = passage au bâton, H = coup sûr, Avg. = moyenne au bâton, HR = coup de circuit, RBI = point produit
| Joueur | J | AB | H | Avg. | HR | RBI |
| ------ | - | -- | - | ---- | -- | --- |

### Lanceurs partants
Note: J = matches joués, IP = manches lancées, V = victoires, D = défaites, ERA = moyenne de points mérités, SO = retraits sur prises
| Joueur | J | IP | V | D | ERA | SO |
| ------ | - | -- | - | - | --- | -- |

### Lanceurs de relève
Note: J = matches joués, SV = sauvetages, V = victoires, D = défaites, ERA = moyenne de points mérités, SO = retraits sur prises
| Joueur | J | SV | V | D | ERA | SO |
| ------ | - | -- | - | - | --- | -- |